# 伊藤隆大
伊藤 隆大（いとう たかひろ、1987年6月25日 - 2009年3月8日）は、日本の俳優・声優。
千葉県立国府台高等学校卒業。法政大学キャリアデザイン学部在学中だった。クォータートーン所属。俳優の伊藤淳史は兄。

## 来歴・人物
千葉県船橋市出身。1990年、3歳の頃に兄の淳史が所属していた劇団日本児童に入団。1992年、『リツ子・その愛、その死』（テレビ東京）で子役としてデビュー。幼少時から数々のテレビドラマや映画に出演し、実績を残している。2005年には、フジテレビドラマ『電車男』とNHK大河ドラマ『義経』で兄と共演を果たした。ドラマ『のだめカンタービレ』では、主人公のひとり、のだめのライバルの瀬川悠人を演じ、自前のピアノを披露した。趣味はピアノ、ヴィオラ演奏。特技は韓国語。
2009年3月8日、神奈川県相模原市の相模湖近くの石材会社の駐車場において、停まっていた乗用車の中で死亡しているのが発見された。車内からは練炭と、家族や友人に宛てた遺書と思われる手紙があったことから、津久井警察署によって自殺と断定された。死因は急性一酸化炭素中毒。亡くなる前の最後のブログ記事は高校のクラス会について書かれたもので、今後の仕事への意欲も見せていた。

## 出演

### テレビドラマ
- テレビ東京開局記念・春の文芸感動ドラマスペシャル「リツ子・その愛、その死」（1992年、テレビ東京）
- 大河ドラマ（NHK）
  - 琉球の風（1993年）- 啓山（幼少時代） 役
  - 義経（2005年）- 平宗盛（幼少時代） 役
- 金曜エンタテイメント（フジテレビ）
  - 他殺岬（1993年）
  - 秋の特別企画「ざけんなョ!!9 〜私を旅行に連れてって!?〜」（1995年）
- 日本名作ドラマ「にごりえ」（1993年、テレビ東京）
- 火曜サスペンス劇場（日本テレビ）
  - 九門法律相談所（2）高価なツケ（1994年8月23日）
  - 指名手配（3）夫の工務店から5000万盗んだ妻、7年ぶりに現れて残したウサギの折り紙（2000年8月1日）- 北村信也（直美の息子） 役
- 天晴れ夜十郎（1996年、NHK）- 太郎吉 役
- きっと誰かに逢うために 〜土曜日の観覧車〜（1996年、テレビ東京）
- 水曜ドラマ「奇跡のロマンス 〜Romance is Miracle〜」（1996年、日本テレビ）- 鈴木卓 役
- 日曜劇場（TBS）
  - その気になるまで（1996年）
  - 逃亡者 RUNAWAY 第8話（2004年）- 戸塚レイジ 役
- 土曜グランド劇場「サイコメトラーEIJI」第5話（1997年、日本テレビ）
- FiVE 第6話（1997年）- 三沢まこと 役
- カネボウヒューマンスペシャル 第17弾「三人姉妹〜子宮がんに立ち向かう、三姉妹それぞれの決断〜」（1997年、日本テレビ）
- 金曜時代劇「寺子屋ゆめ指南」（1997年、NHK）- 小助 役
- 木曜劇場（フジテレビ）
  - イヴ（1997年）
  - 電車男（2005年）- 厨房 役
- ドラマ愛の詩「六番目の小夜子」（2000年、NHK教育）- 潮田耕 役
- 月曜ドラマスペシャル「小学校教師・沢木千太郎の事件ノート（1）」（2000年、TBS）- 松岡裕人 役
- 金曜ドラマ「ヤンキー母校に帰る」（2003年、TBS）- 北村慎吾 役
- 日本テレビシナリオ登龍門2005優秀賞受賞作品「きたな（い）ヒーロー」（2006年、日本テレビ）- 石川秀行 役
- のだめカンタービレ（2006年、フジテレビ）- 瀬川悠人 役
- ガリレオ（2007年、フジテレビ）- 森英太 役

### 映画
- 天才えりちゃん金魚を食べた（1997年、シネマ・ワーク）- 竹下龍之介 役
- 蓮如物語Rennyo（1998年、東映）- 布袋丸 役
- アンドロメディア（1998年、松竹）- バスの中の少年 役
- ガメラ3 邪神覚醒（1999年、大映）- 比良坂悟 役
- 第22回日本映画学校そつせい祭グランプリ受賞作品「回転する空の下で」（2004年、KAWASAKIしんゆり映画祭）- 主演
- 10minutes diary「愛の日記」（2005年、ポニーキャニオン）
- 容疑者Xの献身（2008年、東宝）- 森英太 役

### バラエティ
- 天使の仮面（1996年、朝日放送）

### CM
- ライオン「バファリン」（1996年）
- GTホーキンス（1997年）
- 東京ディズニーシー（2002年）

### テレビアニメ
- ブギーポップは笑わない Boogiepop Phantom（2000年、良樹ファントム）

### OVA
- うしろのせきのオチアイくん

### 劇場アニメ
- 蓮如物語

### 吹き替え

#### 洋画
- みんな愛してる（1993年、ディラン・レアリー）
- ジャイアント・ベビー（1994年、アダム・サリンスキー）
- ミュータント・ニンジャ・タートルズ3（1994年、少年ヨシ）
- リトル・ブッダ（1994年、ラジュ）
- カナディアン・エクスプレス ※テレビ朝日版（1995年）
- シャイニング（1996年、ダニー・トランス）
- サイモン・バーチ（1998年、サイモン・バーチ）
- ロスト・イン・スペース（1998年、ウィル・ロビンソン）

#### 海外ドラマ
- Xファイル・セカンド（1996年）
- シナリオライターは君だ!
- メントーズ（2005年、オリバー・ケイツ）

### ラジオドラマ
- FMシアター （NHK-FM）
  - 見えない森の中で（1993年2月20日）[2]
  - メイド・イン・ジャパン（1999年11月27日）[3]
  - ポプラの秋（2000年1月15日）[4]
- 青春アドベンチャー （NHK-FM）
  - 封神演義 第2部 朝廷軍の逆襲（1999年8月2日 - 27日） - 黄天祥 役
  - 僕たちの戦争（2007年1月29日 - 2月9日） - 尾島健太 / 石庭吾一 二役[5]